# Clyde (Carolina del Nord)
Clyde è un comune degli Stati Uniti d'America, situato in Carolina del Nord, nella contea di Haywood.